# Húnaflói

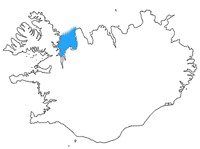
Localització de Húnaflói a Islàndia

Húnaflói (Badia de Huna) és una gran badia situada entre la península de Vestfirðir i la península de Skagi. És una badia de 50 km d'ample i 100 km de llarg. Al centre, al sud, es troba la península de Vatnsnes. Les comunes de Blönduós i Skagaströnd es troben a l'est de la badia, que inclou el Húnafjörður al sud-est.